# كلينتون بريغز ريبلي
كلينتون بريغز ريبلي (بالإنجليزية: Clinton Briggs Ripley)‏ هو مهندس معماري أمريكي، ولد في 13 فبراير 1849، وتوفي في 13 فبراير 1922.

## معرض صور

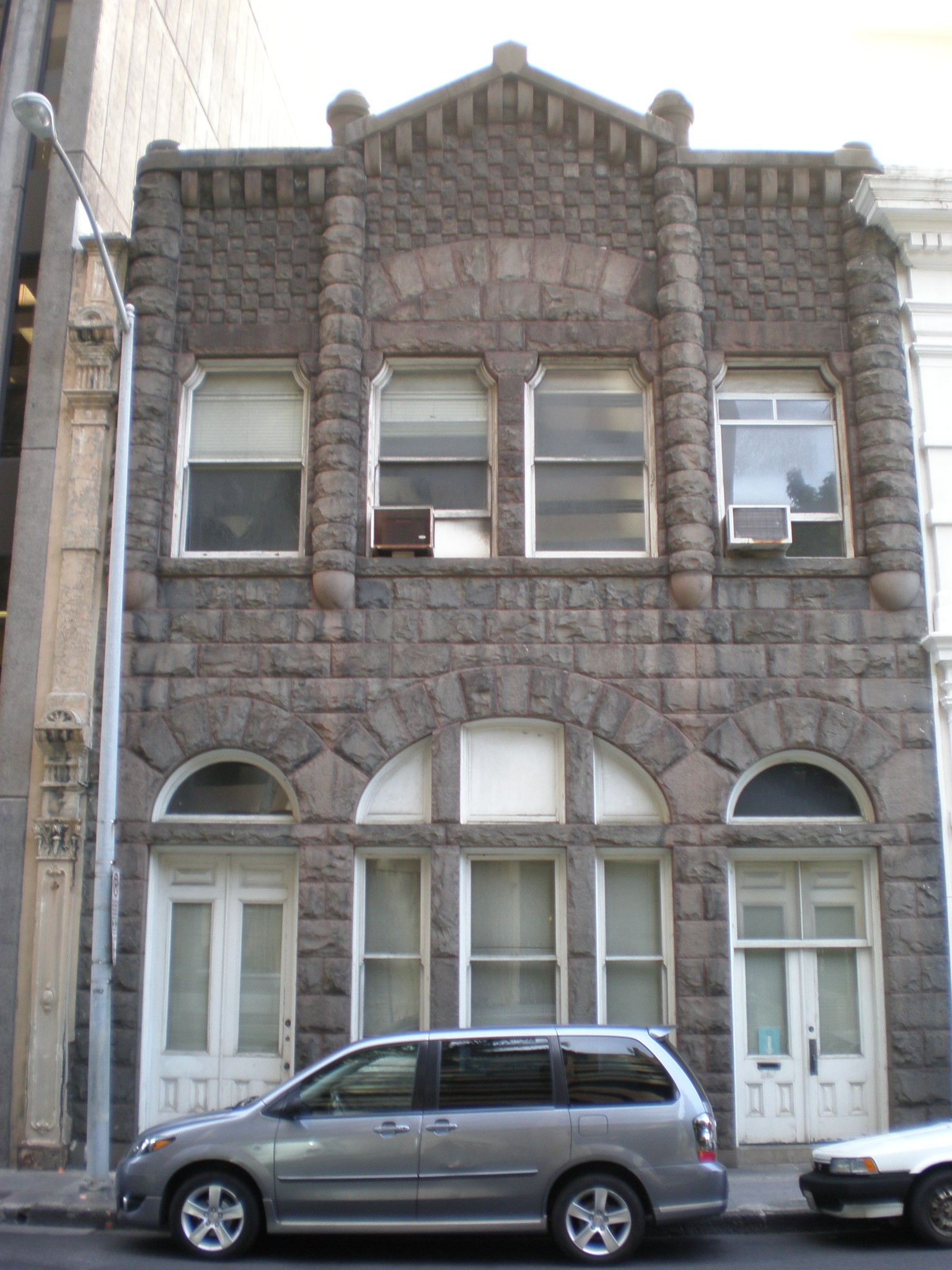
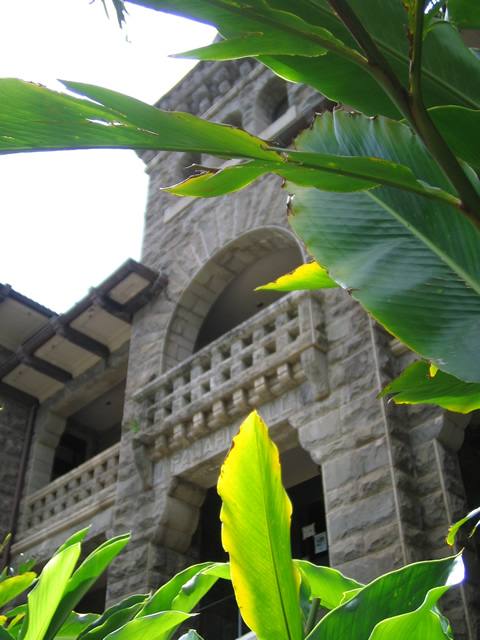
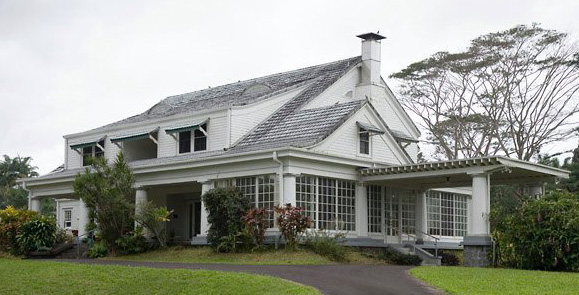
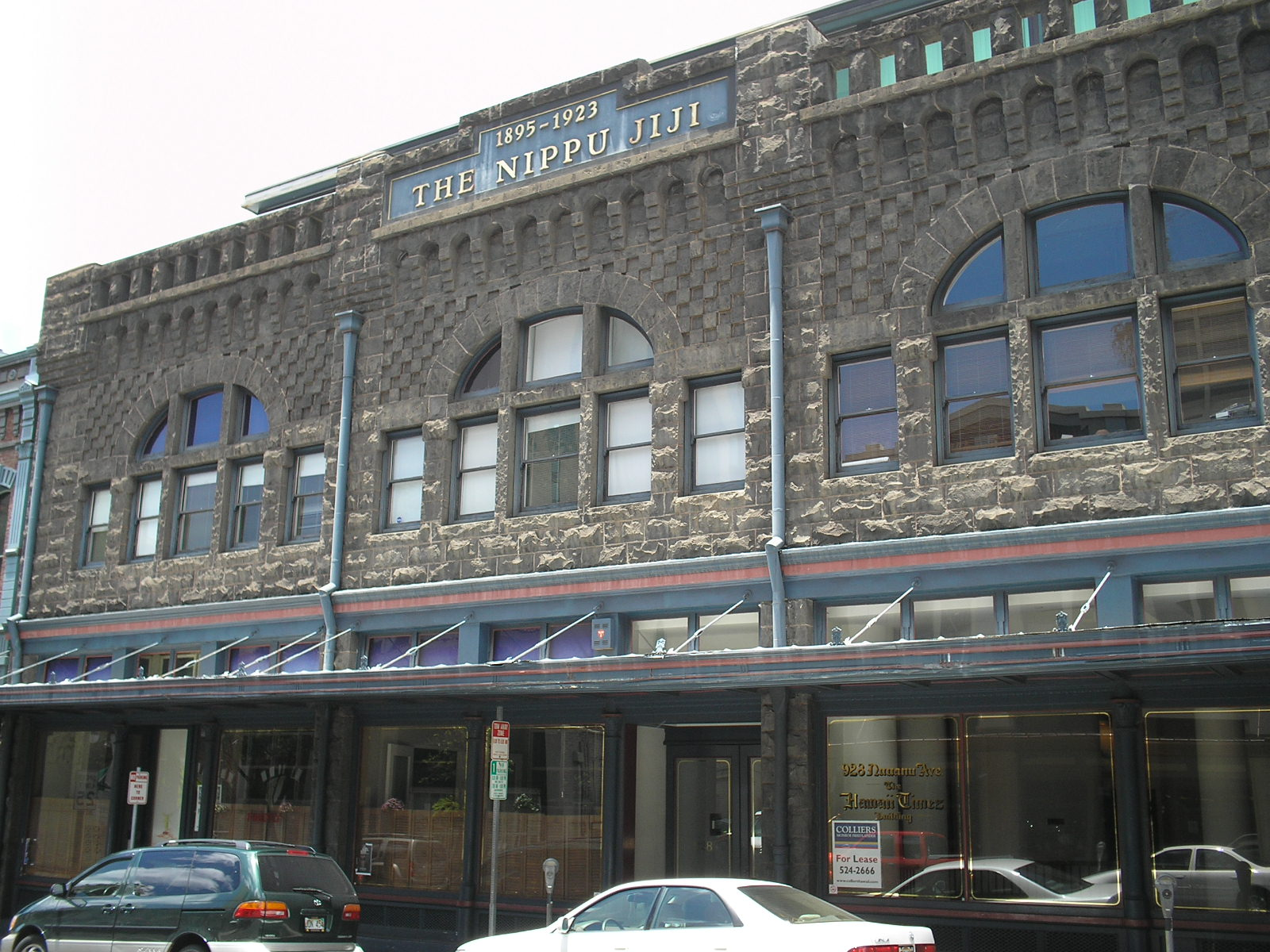
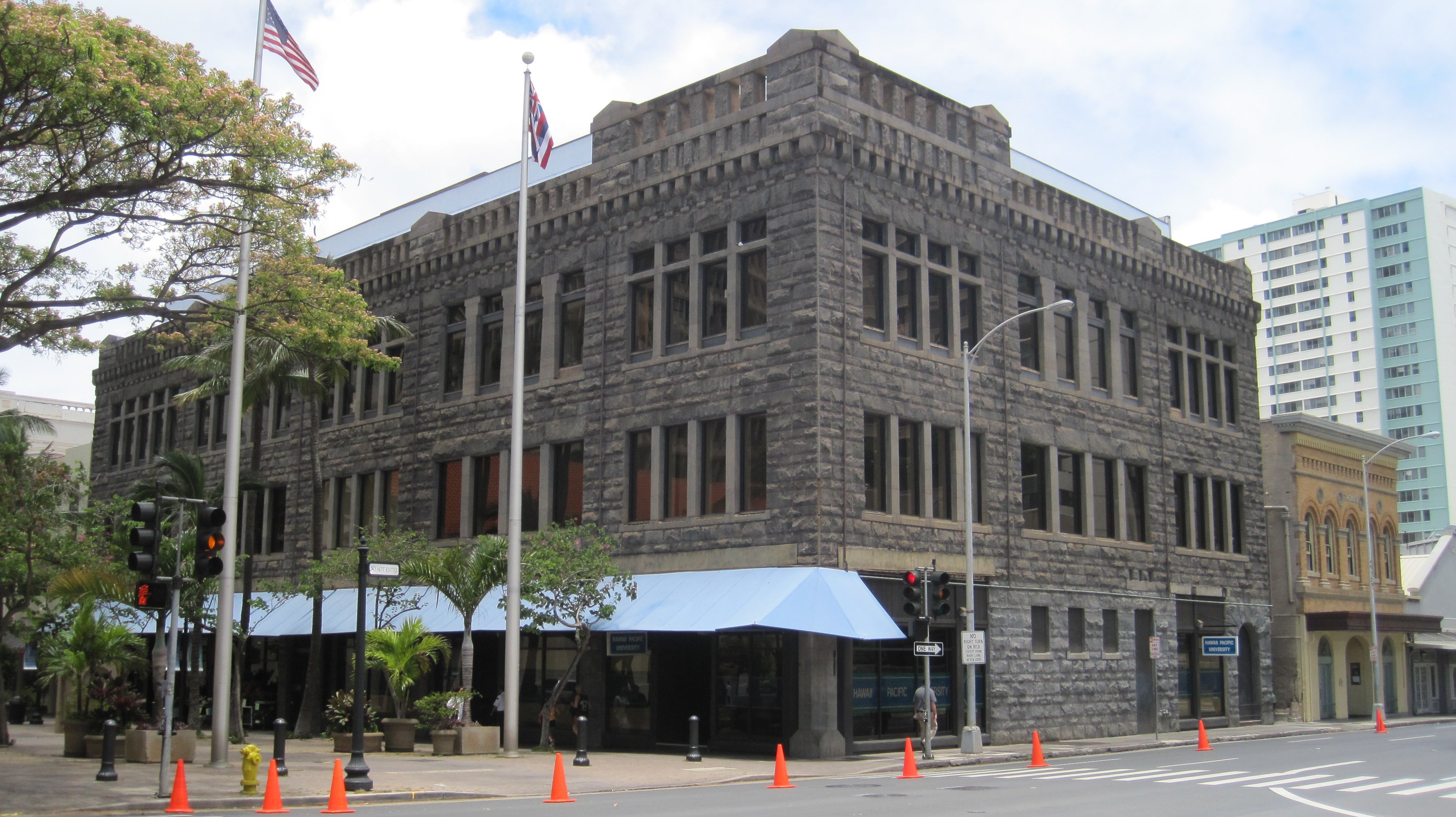